# 애틀랜타 스래셔스
애틀랜타 스래셔스(Atlanta Thrashers)는 1999년부터 2011년까지 조지아주 애틀랜타를 연고지로 하는 NHL 동부 콘퍼런스 사우스이스트 디비전 소속 아이스 하키팀이다. 2011년 연고지를 매니토바주 위니펙(위니펙 제츠)으로 이전했다.

## 역대 홈경기장
| 경기장            | 사용기간      | 수용인원 | 장소              | 비고 |
| ----------------- | ------------- | -------- | ----------------- | ---- |
| 애틀랜타 스래셔스 |               |          |                   |      |
| 필립스 아레나     | 1999년~2011년 | 17,624명 | 조지아주 애틀랜타 | 빈칸 |